# 北極狐
北极狐（學名：Vulpes lagopus）别名雪狐或白狐，在寒冷的北極凍原地區是常見的小型犬科動物，由於其毛皮是市场上的高档貨，因此成了人们竞相猎捕的目标。

## 生活環境特征（夏季）
北极狐额面狭，吻部很尖，耳短而圆，颊后部生长毛，脚底部也密生长毛，所以适于在冰雪地上行走，尾毛蓬松，尖端白色，身体略小于赤狐。北极狐毛皮既长又软且厚，厚厚的皮毛使北极狐的体温保持在40℃，因此可抵御严寒。冬天毛色为纯雪白色，仅无毛的鼻尖和尾端黑色，自春天至夏天逐渐转变为青灰色，特称“青狐”。夏季換毛時的顏色主要跟出生時胎毛顏色有關，部分馴養北極狐經過挑選繁殖後生出的幼體胎毛是白色的，夏天換毛時的顏色也就會是白色的。
雄性北极狐体长约55厘米，尾长31厘米，体重3.8公斤；雌性53厘米，30厘米，3.1公斤。肩高在25-30厘米之間。

## 食物
北极狐的食物包括旅鼠、鱼、鳥類与鸟蛋、浆果和北极兔，有时也会漫游海岸捕捉贝类，但北極狐主食还是旅鼠。当北极狐闻到在旅鼠窝的气味或听到旅鼠窝里旅鼠的尖叫声时，牠会迅速地挖掘位于雪下面的旅鼠窝，当扒得差不多时，北极狐会高高跳起，借着跃起的力量，用腿将旅鼠窝压塌，然后将窝里的旅鼠一网打尽。在极度饥饿的情况下，北极狐会自相攻击。